# Anne Georget
Anne Georget (geboren 1962) ist eine französische Dokumentarfilm-Regisseurin und Journalistin.

## Leben
Anne Georget ist die Tochter von Michel Georget (1934–2019), Biologe, Autor und als Impfgegner ehemaliger Präsident der Ligue nationale pour la liberté des vaccinations.
Nach dem Gymnasium in Touraine studierte sie am Institut d’études politiques de Paris, wo sie 1985 ihren Abschluss machte.
Dann wurde sie  Mitglied der Agentur Viva - La Compagnie des Reporters, später war sie als freie Mitarbeiterin tätig und schrieb für zahlreiche französischsprachige Zeitschriften (Le Nouvel Observateur, Le Point, 24 heures, Ça m'intrigue, Géo, Globe, Paris Match, Rolling Stone, Life).
Von 1985 bis 1986 arbeitete sie zusammen mit dem Fotografen Yann Layma in China.
Als Fulbright-Stipendiatin studierte sie Journalismus an der Columbia University. 1988 erwarb sie ihren Master-Abschluss mit Spezialisierung auf Dokumentarfilm und einen John M. Patterson Award für ihren Abschlussfilm An Old Killer Returns.
Nach ihrer Rückkehr aus den Vereinigten Staaten trat sie der CAPA-Agentur bei und arbeitete für die wöchentliche Nachrichtensendung 24 Heures, die unverschlüsselt auf Canal+ ausgestrahlt wurde. Zwei Jahre lang wirkte sie an etwa dreißig Ausgaben mit, die die wichtigsten Ereignisse der späten 1980er Jahre abdeckten: den Fall der Berliner Mauer, die Freilassung der Verurteilten des Rivonia-Prozesses (Gefährten von Nelson Mandela) in Südafrika, die Erste Intifada, die Samtene Revolution in der Tschechoslowakei, der Sturz Ceaușescus in Rumänien usw.
1991 war Anne Georget Chefredakteurin von La Sixième Dimension, einem wöchentlichen Kulturnachrichtenmagazin auf M6.
Sie trat der von den Regisseuren Christophe de Ponfilly und Frédéric Laffont gegründeten Agentur Interscoop bei, um an Du Côté de Zanzibar teilzunehmen, einem monatlichen Dokumentarfilmtreffen auf FR3. Sie unterzeichnete mit Christophe de Ponfilly die Realisierung des ersten Films dieser Sammlung: W Street. Es ist ein Dokumentarfilm, der den Alltag von Großmüttern erzählt, die irgendwie Kinder in ihrer von Crack heimgesuchten Gemeinde im Herzen der amerikanischen Hauptstadt schützen. Es folgen, mit Frédéric Laffont, Le Menu, Captain W, Astronaute, Berlin, côté mur, Côté jardin, L’homme qui ne voulu pas être roi und Gospel Mississipi.
1998 drehte sie zwei Filme für einen arte-Themenabend: über die Arbeit von Antonio Damasio (Autor von Descartes' Irrtum) und über den Beitrag von Emotionen zum Denken: Sur les traces de Phineas Gage und Le cerveau en émoi.
Seit 1999 widmet sich Anne Georget hauptsächlich der Produktion von Dokumentarfilmen und hat mit mehreren Produzenten zusammengearbeitet, insbesondere mit Quark Productions und Octobre Productions.
Sie führte Regie bei zwei Filmen für eine Sammlung von Dokumentarfilmen für Teenager, die auf France 2 ausgestrahlt wurden: Sans toi und Éclats de fuge.
Anne Georget war 2002 und 2004 Mitglied der Jury des Festival international des médias de Banff in Kanada und 2006 des Festival international des programmes audiovisuels de Biarritz.
Sie war 2008 zusammen mit Elsie Herberstein Autorin von Les Carnets de Minna, herausgegeben von Éditions du Seuil (ISBN 2-02-097204-2).
Anne Georget ist seit 1989 Mitglied der Société civile des auteurs multimédia (Scam). Sie wurde 2008 in den Vorstand gewählt und war von 2012 bis 2013 Vorsitzende der Fernsehkommission. 2015 wurde sie zur Präsidentin gewählt.
Sie ist Präsidentin von FIPADOC, einem in Biarritz organisierten Dokumentarfilmfestival.
Wegen ihres Dokumentarfilms Cholesterin Der große Bluff (Cholestérol, le grand bluff) erhielt der Sender arte Kritik wegen „gefährlicher Desinformation“ von der Europäischen Gesellschaft für Kardiologie (ESC).
2022 veröffentlichte sie einen Dokumentarfilm über Impfungen mit dem Titel Impfen – Die ganze Geschichte  (Des vaccins et des hommes). Der Dokumentarfilm wird von Le Parisien und Arrêt sur images  kritisiert wegen seiner Anti-Impfstoff-Meinungsmache und den Interviews mit Personen, deren Meinung weit vom wissenschaftlichen Konsens zu diesem Thema entfernt ist, wie Michel de Lorgeril. Zwei der interviewten Forscher distanzierten sich deswegen von dem Dokumentarfilm. Der Journalist François Ekchajzer von Télérama ist der Ansicht, dass der Dokumentarfilm „eine rigorose Reflexion liefert, die solide belegt wird“.

## Dokumentarfilme
- Impfen – Die ganze Geschichte, Arte, 2022;[20][21] Die Impf-Story, ORF 2021[22] (Des vaccins et des hommes, Arte, 2022)[23]
- Cholesterin, der große Bluff? (Cholestérol, le grand bluff), Arte, 2016[24]
- Auslandsadoption – Kinderglück mit Grenzen?[25] (Adoption, le choix des nations), 2015
- Festins imaginaires, Planète+, 2015
- Quand un homme demande à mourir, France 2, 2013
- Maladies à vendre, Arte, 2012
- Fragen der Ethik[26] (Questions d’éthique), Arte, 2011
- Fernsehen aus dem Fläschchen[27] (Une télé dans le biberon), Arte, 2010
- Verfluchtes Gen[27] (Maudit gène), Arte, 2007
- Les Recettes de Mina, Terezin 1944, Planète+, 2007
- Éclats de fugue, France 2, 2005
- Louise, Amandine et les autres, Arte, 2004
- En quête d’asile, France 3, 2003
- Sans toi, France 2, 2002
- Formules magiques, Arte, 2001
- Histoire, histoires d'autisme, Arte, 2000
- Vu d’ici, Arte, 2000
- Le Virus fantôme, Arte, 1998
- Le Cerveau en émoi, Arte, 1998
- Sur les traces de Phineas Gage, Arte, 1998
- L'Homme qui ne voulut pas être roi, FR3, 1995
- Gospel Mississippi, FR3, 1996
- Captain W, astronaute, coréalisé avec Frédéric Laffont, 1994
- Berlin, côté mur, côté jardin, FR3, 1993
- W Street, zusammen mit Christophe de Ponfilly, 1992